# لیتل ریور (کانزاس)
لیتل ریور (به انگلیسی: Little River) شهری در ایالت کانزاس کشور ایالات متحده آمریکا است که جمعیت آن در سرشماری سال ۲۰۱۰ میلادی، ۵۵۷ نفر بوده‌است.